# Sindora coriacea
Sindora coriacea är en ärtväxtart som först beskrevs av John Gilbert Baker, och fick sitt nu gällande namn av David Prain. Sindora coriacea ingår i släktet Sindora och familjen ärtväxter. Inga underarter finns listade i Catalogue of Life.